# Universidade de Istambul

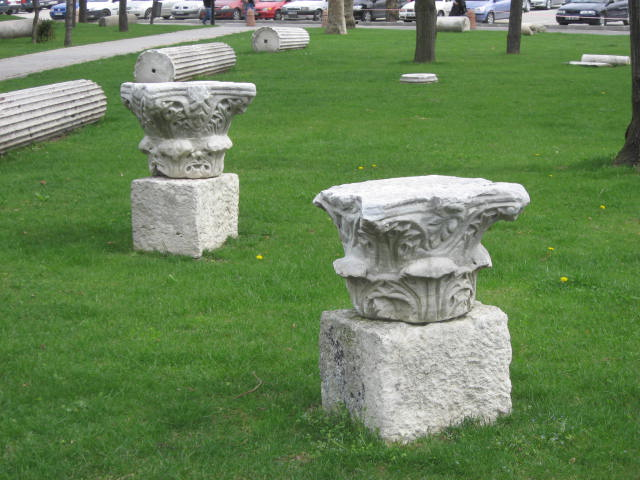
Ruínas bizantinas no campus da universidade

A Universidade de Istambul (em turco:  İstanbul Üniversitesi) foi fundada como uma instituição de educação superior chamada Darülfünun (Casa das múltiplas ciências) em 23 de julho de 1846; mas o Madraçal (Escola teológica) que foi fundado imediatamente depois da conquista de Constantinopla por Maomé II, o Conquistador em 1453 é considerada como a precursora de Darülfünun que evoluiria para se tornar a atual universidade.

## História
O historiador alemão Richard Honig considera que a historia da Madraça que logo evoluiria em Darülfünun e logo na atual Universidade de Istambul começou em 1 de Março de 1321, durante o reinado de Osmã I, na Bitínia
Os primeiros cursos de Física aplicada moderna foram iniciados em Darülfünun em 31 de dezembro de 1862, o que marcou o começo de uma nova época, e em 20 de fevereiro de 1870, a escola foi renomeada como Darülfünun-u Osmani (Casa Otomana das Múltiplas Ciências) e reorganizada para conhecer as necessidades da ciência e a tecnologia moderna. Em 1874, algumas classes de Literatura, Direito e Ciências aplicadas começaram a ordenar nos novos edifícios de Galatasaray Lisesi, donde continuaria regularmente até 1881. Em 1 de setembro de 1900, a escola foi renomeada e reorganizada como Darülfünun-u Şahane (Casa Imperial das Múltiplas Ciências) com os  cursos de Matemáticas,Literatura e Teologia.
Em 20 de abril de 1912, a escola foi renomeada como Istambul Darülfünunu (Casa das Múltiplas Ciências de Istambul), a vez que o número de cursos se aumentava e as carreiras se modernizaram com o estabelecimento das escolas de medicina, direito, ciências aplicadas (física, química, matemáticas), literatura e teologia.
Doze anos mais tarde, em 21 de abril de 1924, a República da Turquia reconheceu a Istambul Darülfünunu como uma escola estatal, e em 7 de outubro do ano seguinte, foi reconhecida a autonomia administrativa da instituição, enquanto que as escolas (antes parte do velho sistema de Madraçal) se convirteram em modernas "faculdades".
Em 1 de agosto de 1933, Istambul Darülfünunu foi reorganizada como Istambul Üniversitesi (Universidade de Istambul) seguindo a reforma educacional de Atatürk. As classes começaram oficialmente em 1 de novembro de 1933,  "a primeira universidade moderna" da República da Turquia.

## Atualidade
A universidade atualmente conta com dezessete faculdades em cinco campus, o principal se encontra na Praça de Beyazıt, em Istambul, que foi conhecido como o Fórum Tauri durante o período romano. Possui uma equipe de 2 000 professores, 4 000 assistentes e uma equipe juvenil. Mais de 60 000 estudantes em graduação e de 8 000 em pós-graduação seguem os cursos ministrados pela Universidade todos os anos.

## Faculdades
- Faculdade de Ciências Políticas
- Faculdade de Direito
- Faculdade de Jornalismo

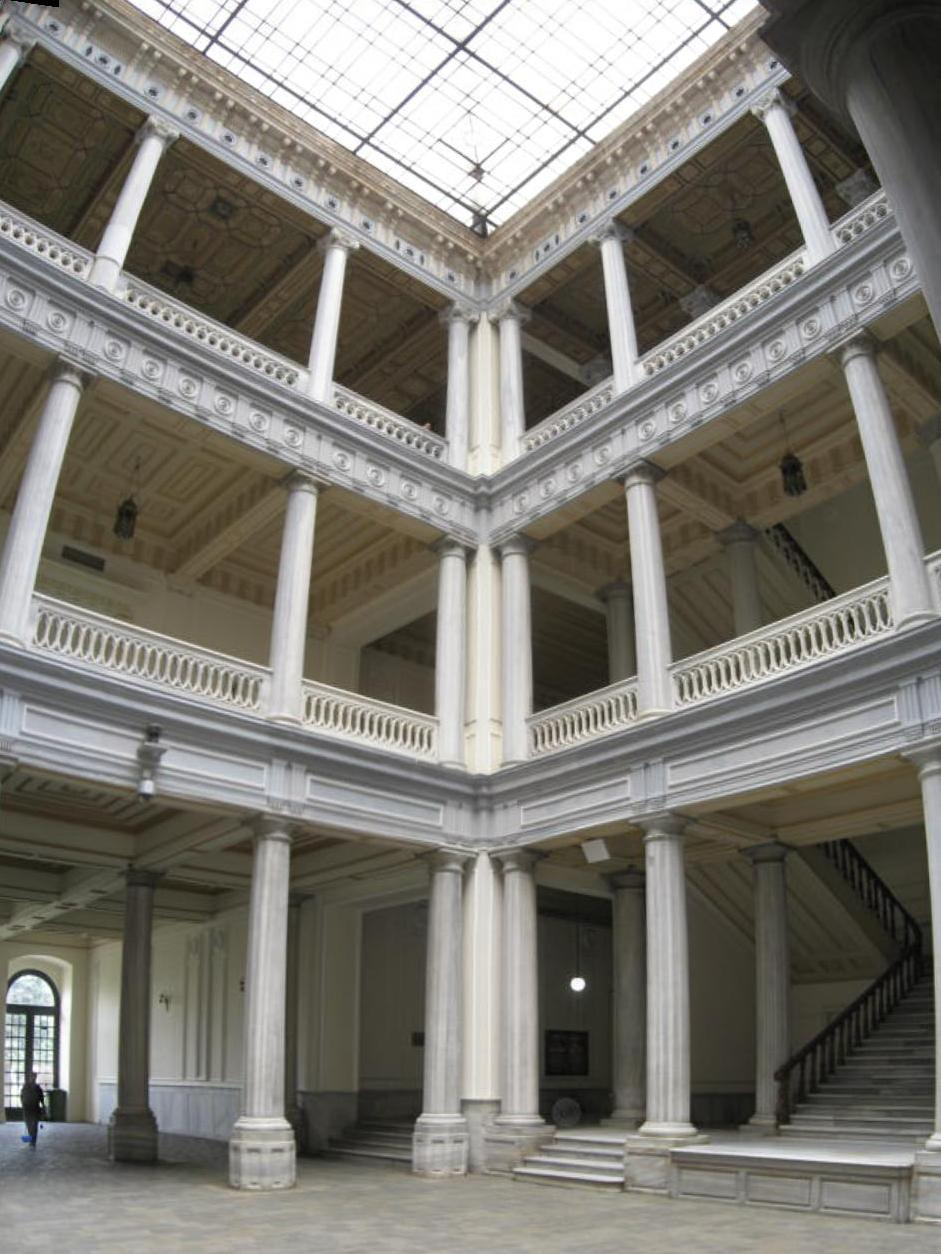
Interior da universidade.

- Faculdade de Literatura e Ciências sociais
- Faculdade de Ciências
- Faculdade de Medicina de Istambul
- Faculdade de Medicina de Cerrahpaşa
- Faculdade de Economia
- Faculdade de Farmácia
- Faculdade de Educação Hasan Ali Yücel
- Faculdade de Odontologia
- Faculdade de Engenharia florestal
- Faculdade de Engenharia
- Faculdade de Veterinária
- Faculdade de Administração
- Faculdade de Comunicação
- Faculdade de Produtos Aquáticos
- Faculdade de Teologia